# Atheta hilaris
Atheta hilaris är en skalbaggsart som beskrevs av Adelbert Fenyes 1909. Atheta hilaris ingår i släktet Atheta och familjen kortvingar. Inga underarter finns listade i Catalogue of Life.